# ロベール・ゲディギャン
ロベール・ゲディギャン（Robert Guédiguian, 1953年12月3日 - ）は、フランスの映画監督、脚本家、映画製作者。ロベール・ゲディギアンとも。

## 略歴
父親はアルメニア人、母親はドイツ人。マルセイユで生まれる。
現在までの十数本の作品は、すべてマルセイユのエスタックを舞台にして撮っていて、キャストもスタッフもほぼ同じ学生時代からの知り合いである。ここまでマルセイユにこだわる理由を訊かれて、「地域に密着してこそ、グローバルな世界が描けると確信しています」と答えている。
ジャン＝ピエール・ダルッサンや、学生時代に出会った妻である女優のアリアンヌ・アスカリッドをよく起用する。
製作会社Agat Films & Cie - Ex Nihiloを立ち上げて、自作はもとより、『エステサロン/ヴィーナス・ビューティ』などのヒット作を放っている。

## 作品
- 1980：Dernier Été
- 1985：Rouge Midi
- 1986：Ki lo sa ?
- 1991：Dieu vomit les tièdes
- 1993：L'argent fait le bonheur
- 1995：À la vie, à la mort !
- 1997：『マルセイユの恋』Marius et Jeannette
- 1998：『幼なじみ』À la place du coeur
- 2000：À l'attaque !
- 2000：La ville est tranquille
- 2002：Marie-Jo et ses 2 amours
- 2004：Mon père est ingénieur
- 2005：Le Promeneur du Champ-de-Mars ＊TV5MONDE放映題「シャン・デ・マルスの散策者」
- 2006：Le Voyage en Arménie
- 2008：Lady Jane
- 2009：L'Armée du crime
- 2011：『キリマンジャロの雪』 Les Neiges du Kilimandjaro
- 2014：Au fil d'Ariane
- 2015：Une histoire de fou
- 2017：『マルクス・エンゲルス』 Le jeune Karl Marx
- 2017：『海辺の家族たち』 La villa
- 2019：Gloria Mundi
- 2021：Twist à Bamako

## 参照
1. ↑  「月刊京都シネマ」2012年7月号、京都シネマ発行